# Démétrius Paléologue Cantacuzène
Démétrius Paléologue Cantacuzène est un haut dignitaire de l'Empire byzantin lors des dernières années de celui-ci. Il est pendant près de 30 ans le mesazon de l'Empire, l'équivalent du premier ministre. 

## Biographie
Le premier texte faisant référence à son statut de mesazon remonte à 1423 lors de la signature d'un traité byzantino-vénitien. À cette époque, le poste de mesazon est collégial et Démétrius Paléologue Cantacuzène le partage avec Démétrius Paléologue Goudélès. À partir de 1431, il partage son poste avec Lucas Notaras mais il dispose de la prééminence sur celui-ci. Sylvestre Syropoulos affirme que les deux hommes agissent toujours en concertation. Ils servent notamment de conseillers à Constantin Paléologue quand il assure la régence de son frère Jean VIII Paléologue parti en Italie entre 1437 et 1439. La dernière mention de Démétrius Paléologue Cantacuzène date de 1448 lorsqu'il s'oppose avec plusieurs dignitaires de l'empire au despote de Morée Démétrius Paléologue qui souhaitait s'emparer du trône à la place de Constantin XI.
Selon Syropoulos, Démétrius Paléologue Cantacuzène était peu favorable à la politique d'Union entre l'Église orthodoxe et l'Église catholique prônée par les derniers empereurs byzantins dans l'espoir de recevoir l'aide des pays catholiques.
Il est aussi connu pour avoir été un des derniers défenseurs de l'Empire byzantin lors de la chute de Constantinople le 29 mai 1453. C'est lors de cet évènement qu'il semble avoir été tué bien que Donald M. Nicol soutient l'idée qu'il se serait échappé. Nicol s'appuie sur un document de l'amiral génois Zorzi Doria qui répertorie les divers survivants du siège qu'il a transporté sur son navire et qui mentionne un certain Démétrius Cantacuzène. Toutefois, il n'est pas certain que ce dernier soit le mesazon de l'Empire byzantin étant donné la popularité de ce patronyme. 
Récemment, Thierry Ganchou a remis en cause la participation même de Démétrius Cantacuzène au siège de Constantinople alors qu'il est cité par de nombreux historiens du siège comme Steven Runciman qui en fait le responsable de la défense de la partie la plus méridionale du rempart terrestre et lui attribue le titre de protostrator. Toutefois, la présence de Démétrius Cantacuzène lors du siège n'est attestée que par une chronique du XVIe siècle attribuée à Georges Sphrantzès mais qui est en fait un faux produit par Macaire Mélissène. Longtemps, les historiens comme Runciman ont continué à accorder du crédit au récit du siège tiré de ce texte mais il n'est pas plus digne de foi que le reste. En définitive, au vu des informations sur Démétrius Paléologue Cantacuzène, il semble qu'il soit mort entre 1448 et 1451. Un texte de Constantin XI Paléologue déplorant la mort de Cantacuzène en 1451 pourrait fort probablement se référer à Démétrius Paléologue Cantacuzène ce qui situerait se mort en 1451. C'est aussi à partir de cette date que Lucas Notaras devient le principal personnage de l'empire après Constantin XI.
Démétrius a au moins un fils élevé à la dignité de protostrator qui est exécuté par les Ottomans peu après la prise de Constantinople.

## Sources
- Thierry Ganchou, « Le mésazon Démétrius Paléologue Cantacuzène a-t-il figuré parmi les défenseurs du siège de Constantinople (29 mai 1453)? », Revue des études byzantines, vol. 52,‎ 1994, p. 245-272 (DOI 10.3406/rebyz.1994.1893, lire en ligne).
- Steven Runciman (trad. de l'anglais par Hugues Defrance), La Chute de Constantinople 1453, Lonrai, Tallandier, coll. « Texto », 2007, 348 p. (ISBN 978-2-84734-427-1)